# Son of Your Father
Son of Your Father è un brano country rock scritto ed interpretato da Elton John; il testo è di Bernie Taupin.

## Il brano
Sembra seguire tutto il filone western dell'album di provenienza ('Tumbleweed Connection', 1970), con una trama cinematografica incentrata su due fratelli (uno dei quali guercio e con un uncino al posto della mano) e sull'immancabile scontro a fuoco; anche la melodia è molto ritmata per dare più risalto al testo di Taupin. Di Son Of Your Father esiste anche una demo, pubblicata nel 1994 sulla raccolta The Unsurpassed Dick James Demos. È stata molto notata dalla critica, così come tutto l'LP di provenienza.